# Orvasca limbata
Orvasca limbata är en fjärilsart som beskrevs av Butler 1881. Orvasca limbata ingår i släktet Orvasca och familjen tofsspinnare. Inga underarter finns listade i Catalogue of Life.